# Parathyma battakana
Parathyma battakana är en fjärilsart som beskrevs av Hans Fruhstorfer 1906. Parathyma battakana ingår i släktet Parathyma och familjen praktfjärilar. Inga underarter finns listade i Catalogue of Life.